# Dom parowy

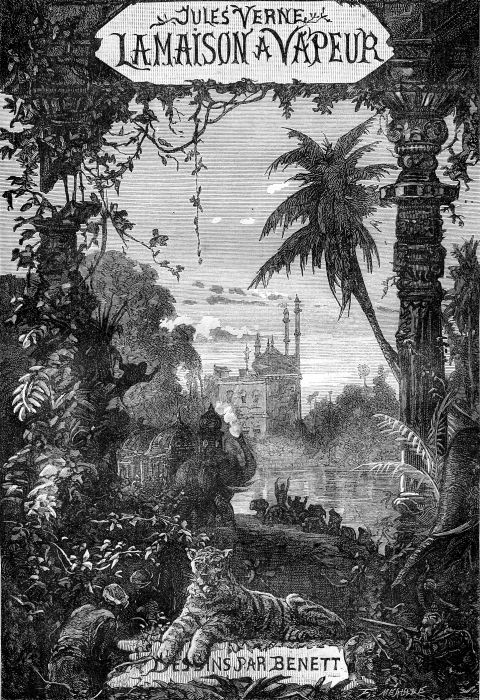
Strona tytułowa francuskiego wydania.

Dom parowy (fr. La maison à vapeur. Voyage à travers l’Inde septentrionale, 1880) – dwutomowa powieść Juliusza Verne’a z cyklu Niezwykłe podróże.  Tom 1. złożony z 16 rozdziałów, tom 2. złożony z 14 rozdziałów.
Inny tytuł W płomieniach indyjskiego buntu.
Pierwsze polskie przekłady (w odcinkach i w postaci książki) pojawiły się w 1881.

## Fabuła
Podróż po perle w koronie brytyjskiej, czyli brytyjskich kolonialnych Indiach.